# Lasioglossum seductum
Lasioglossum seductum är en biart som först beskrevs av Cockerell 1914.  Lasioglossum seductum ingår i släktet smalbin, och familjen vägbin. Inga underarter finns listade i Catalogue of Life.

## Bildgalleri

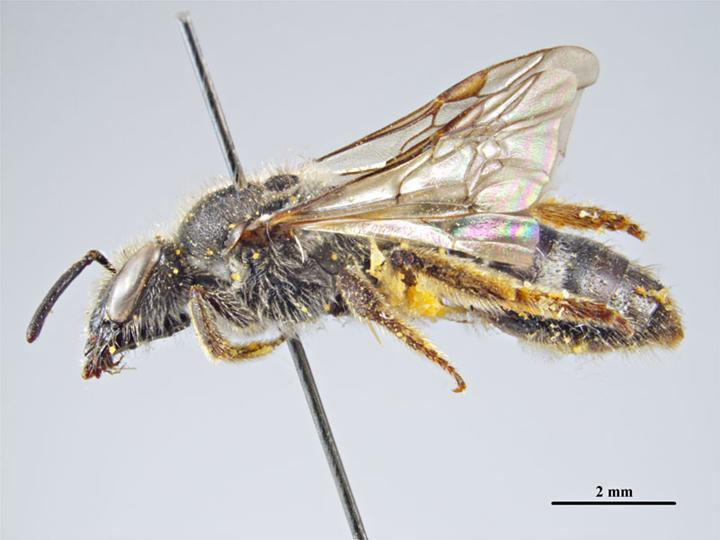
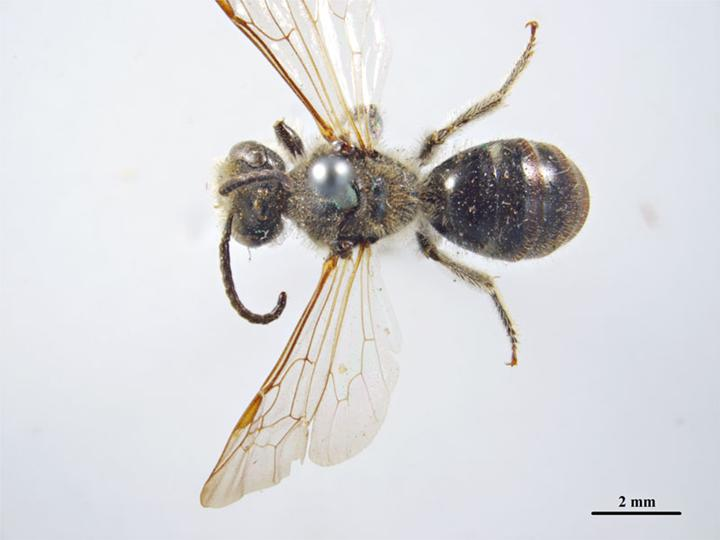